# Standing Rock Indian Reservation

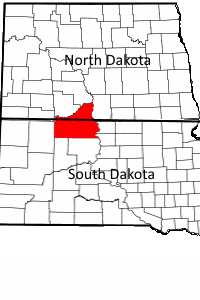
Ligging van Standing Rock

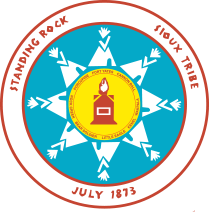
Zegel van Standing Rock

Standing Rock of Standing Rock Indian Reservation is een indianenreservaat, gelegen in de Amerikaanse staten North- en South Dakota. Het gebied is al eeuwen bewoond door Sioux en kreeg de status van Indian Reservation in 1851. Er waren nadien wel gebiedsaanpassingen waarbij ondanks het Verdrag van Fort Laramie door de goudkoorts de Sioux toch de Black Hills verloren. Het huidige gebied dateert van 1873.
In het 9.251,2 km² grote reservaat leven Sioux en meer specifiek Lakota. In 2010 leefden er 8.217 personen. Het gebied wordt doorstroomd door de Grand River, aan het oosten begrensd door de Missouri en in het zuiden door de direct aangrenzende Cheyenne River Indian Reservation, die doorloopt tot aan de noordelijke oever van de Cheyenne. In North Dakota behoort het gebied tot de county Sioux County met hoofdplaats Fort Yates, in South Dakota ligt het reservaat op het gebied van de volledige county Corson County en kleine gedeeltes van de counties Dewey County en Ziebach County.
Standing Rock was de geboorteplaats en sterfplaats van Sitting Bull. 
Het reservaat kreeg in de herfst van 2016 wereldwijde media-aandacht door de Dakota Access Pipeline-protesten.